# Saison 6 de Blue Bloods
Chronologie
Saison 5 Saison 7
Cet article présente le guide des épisodes de la sixième saison de la série télévisée américaine Blue Bloods.

## Distribution de la saison

### Acteurs principaux
- Tom Selleck (VF : Jacques Frantz) : Francis-Xavier « Frank » Reagan
- Donnie Wahlberg (VF : Loïc Houdré) : Daniel « Danny » Reagan
- Bridget Moynahan (VF : Françoise Cadol) : Erin Reagan-Boyle
- Will Estes (VF : Anatole de Bodinat) : Jamison « Jamie » Reagan
- Len Cariou (VF : Thierry Murzeau) : Henry Reagan
- Marisa Ramirez (VF : Magali Barney) : l'inspecteur Maria Baez
- Amy Carlson (VF : Josy Bernard) : Linda Reagan, femme de Danny
- Sami Gayle (VF : Adeline Chetail) : Nicole « Nicky » Reagan-Boyle, fille de Erin Reagan-Boyle récemment divorcée
- Vanessa Ray : Edit « Eddie » Janko, coéquipière de Jamie

### Acteurs récurrents et invités
- Tony Terraciano (VF : Mathéo Dumond) : Jack Reagan, fils de Danny et Linda Reagan
- Andrew Terraciano (VF : Valentin Cherbuy) : Sean Reagan, fils de Danny et Linda Reagan
- Abigail Hawk (de) (VF : Catherine Cipan) : Abigail Baker / « Beckie », la secrétaire de Frank
- Nicholas Turturro (VF : Mark Lesser) : Sergent Anthony Renzulli,
- Gregory Jbara : Garrett Moore, Chef Adjoint à l'Information
- Robert Clohessy : Sergent Gormley
- Latanya Richardson : Lt. Dee Ann Carver
- Ato Essandoh : Reverend Potter
- James Lesure : Alex McBride
- Esai Morales : Delgado[1]
- Anthony Edwards : Owen Cairo[2]
- A. J. Buckley : Sgt. Mulvey[3]
- Louis Cancelmi (en) : Thomas Wilder
- Steve Schirripa : Anthony Abetemarco
- Whoopi Goldberg : Regina Thomas[4]

## Épisodes

### Épisode 1:Le Pire scénario
- États-Unis /  Canada : 25 septembre 2015 sur CBS[5] / CTV
- Québec : 6 septembre 2016 sur Séries+[6]
- France : 7 novembre 2017 sur W9

- États-Unis : 10,08 millions de téléspectateurs[7] (première diffusion)
- Canada : 1,823 million de téléspectateurs[8] (première diffusion + différé 7 jours)

- Abigail Hawk (Abigail Baker)
- Gregory Jbara (DCPI Garrett Moore)
- Robert Clohessy (Lt. Gormley)
- Ramin Karimloo (Barry Hamidi)
- Yair Ben-Dor (Naseem Akhtar)
- Timothy Adams (John Knight, ESU Captain)
- Meghann Fahy (Lacey Chambers)
- Lindsay Mushett (Ashley Juliano)
- Mark Badaczewski (Stas)
- Kario Pereira-Bailey (Samir Fayad)
- Andrew Pang (Doctor)
- Imran W. Sheikh (Manny the Vendor)
- Cliff Samara (Manny's Father)
- Meredith Jackson (Event Manager)
- Jared Morrison (Detective)
- Curtis Lyons, Jr. (Raid Team Member)
- Jackie Debatin (Mickey, Club Owner)
- Louis Sallan (Traffic Cop)
- Dominik Tiefenthaler (Nicholas Costa)
- Brandhyze Stanley (Grace Michaels)
- Canedy Knowles (Nurse 2)
- Annie Miesels (Nurse 3)

### Épisode 2:Le Mal absolu
- États-Unis /  Canada : 2 octobre 2015 sur CBS / CTV
- Québec : 13 septembre 2016 sur Séries+
- France : 7 novembre 2017 sur W9

- États-Unis : 11,41 millions de téléspectateurs[9] (première diffusion)
- Canada : 2,083 millions de téléspectateurs[10] (première diffusion + différé 7 jours)

- Abigail Hawk (Abigail Baker)
- Gregory Jbara (DCPI Garrett Moore)
- Robert Clohessy (Lt. Gormley)
- David Ramsey (Mayor Poole)
- Mary Stuart Masterson (Katherine Tucker)
- Louis Cencelmi (Thomas Wilder)
- William Sadler (Armin Janko)
- Keleigh Brockman (Lois King)
- Lindsay Mushett (Ashley Juliano)
- Celina Jade (ME Marisa Lee)
- Taylor Rose (Danielle Levine)
- Lisa Kaminir (Margarite Juliano)
- Brandhyze Stanley (Grace Michaels)
- Jorge Cordova (D.A.Grant Bridges)
- Patrick Byas (Jeffrey Starks)
- Brian Gildea (Officer Kravitz)
- Shelley Scott (Uniform)
- Jennifer Raab (Polly)

### Épisode 3:Pour quelques dollars de plus
- États-Unis /  Canada : 9 octobre 2015 sur CBS / CTV
- Québec : 20 septembre 2016 sur Séries+
- France : 7 novembre 2017 sur W9

- États-Unis : 10,74 millions de téléspectateurs[11] (première diffusion)
- Canada : 1,878 million de téléspectateurs[12] (première diffusion + différé 7 jours)

- Abigail Hawk (Abigail Baker)
- Gregory Jbara (DCPI Garrett Moore)
- Robert Clohessy (Lt. Gormley)
- Zachary Booth (Lorenzo Colt)
- Michael Gaston (Voutay)
- J. Bernard Calloway (Michael Hicks)
- Tabitha Holbert (TARU Officer)
- Lindsay Mushett (Ashley Juliano)
- James Cusati-Moyer (Dude at News Office)
- Omar Torres (Police at Citi Field)
- Lenny Lemer (Lieutenant)

### Épisode 4:Comme chiens et chats
- États-Unis /  Canada : 16 octobre 2015 sur CBS / CTV
- Québec : 27 septembre 2016 sur Séries+
- France : 7 novembre 2017 sur W9

- États-Unis : 10,61 millions de téléspectateurs[13] (première diffusion)
- Canada : 1,564 million de téléspectateurs[14] (première diffusion + différé 7 jours)

- Abigail Hawk (Abigail Baker)
- Gregory Jbara (DCPI Garrett Moore)
- Robert Clohessy (Lt. Gormley)
- Dan Hedaya (Vincent Rella)
- Dan Lauria (Stan Rourke)
- Nadia Dajani (Jane Cooley)
- Erik Palladino (Jimmy Costa)
- Marc Menchaca (Marty Brock)
- Anna Baryshnikov (Jenny Strong)
- Brian O’Neill (Joseph Strong)
- Steven Randazzo (Lenny Grazioso)
- Kellie Overbey (Jodi Weiss)
- Jimonn Cole (Derek Redlich)
- Daron Ross (ESU # 1)
- Scott Richard Foster (ESU # 2)
- Branden Wellington (Firefighter # 1)
- Brent Bateman (Firefighter # 2)
- Benny Elledge (Irate Driver # 2)
- John Cannon (Uniform # 2)
- Tom Greer (Uniform # 3)

### Épisode 5:Les Évadées
- États-Unis /  Canada : 23 octobre 2015 sur CBS / CTV
- Québec : 4 octobre 2016 sur Séries+
- France : 7 novembre 2017 sur W9

- États-Unis : 10,42 millions de téléspectateurs[15] (première diffusion)
- Canada : 1,56 million de téléspectateurs[16] (première diffusion + différé 7 jours)

- Abigail Hawk (Abigail Baker)
- Gregory Jbara (DCPI Garrett Moore)
- Robert Clohessy (Lt. Gormley)
- Esai Morales (Sgt. Trey Delgado)
- Mike Pniewski (Marshall Vaughn)
- Jenna Stern (Rose Butler)
- Ian Colletti (Eric Butler)
- Donnamarie Recco (Trina Hamilton)
- Naian Gonzalez Norvind (Chrissie Watkins)
- Rufus Collins (Dale Hunnicut)
- Colin Ryan (Campus Cop)
- Andrew Cao (Cop)
- Keith Pillow (Morgan’s Underling)
- Logan Sutherland (Lacrosse Player)

### Épisode 6:Quand le torchon brûle
- États-Unis /  Canada : 30 octobre 2015 sur CBS / CTV
- Québec : 11 octobre 2016 sur Séries+
- France : 14 novembre 2017 sur W9

- États-Unis : 9,7 millions de téléspectateurs[17] (première diffusion)
- Canada : 1,752 million de téléspectateurs[18] (première diffusion + différé 7 jours)

- Abigail Hawk (Abigail Baker)
- Gregory Jbara (DCPI Garrett Moore)
- Robert Clohessy (Lt. Gormley)
- Ato Essandoh (Reverend Potter)
- Steven Bauer (Gerry Guerrero)
- Ari Stachel (Chuck Murtaugh)
- Daniel Oreskes (Alan Murtaugh)
- Lois Robbins (Cynthia Murtaugh)
- Amanda Quaid (Diana Corning)
- Teresa Avia Lim (Leslie Chang)
- Andrew Rothenberg (Andy Barstow)
- Rikki Klieman (Judge Fowler)
- Scott Parkinson (Ron Peters)
- Almeria Campbell (Deb Waldron)
- Valerie Smaldone (Leah Powell)
- Omar Soriano (Thomas Miller)
- Cortez Nance Jr. (Osvaldo)
- Derek “Handzon” Clarke (Protester # 1)
- Dan Shor (Len Hardin)
- Joshua Windley (Child)
- Audrey Martells (Protester # 2)
- Leajato Robinson (Protester # 3)
- William Michals (Waiter)

### Épisode 7:Dans la peau de Steve McQueen
- États-Unis /  Canada : 6 novembre 2015 sur CBS / CTV
- Québec : 18 octobre 2016 sur Séries+
- France : 14 novembre 2017 sur W9

- États-Unis : 10,9 millions de téléspectateurs[19] (première diffusion)
- Canada : 1,824 million de téléspectateurs[20] (première diffusion + différé 7 jours)

- Abigail Hawk (Abigail Baker)
- Gregory Jbara (DCPI Garrett Moore)
- Robert Clohessy (Lt. Gormley)
- James Lesure (Alex McBride)
- Anthony Edwards (Owen Cairo)
- Michelle Veintimilla (en) (Sybil Cairo)
- Ivan Martin (Sam Guttman)
- John-Patrick Driscoll (Detective Langraf)
- Ed Moran (Detective Summers)
- John Clarence Stewart (Officer Roosevelt)
- Quincy Chad (Security Guard Bobby)
- Kelly Miller (Reporter # 1)
- Gameela Wright (Reporter # 2)
- Todd Sussman (Judge Schlossberg)
- James Patterson (Kyle, Hotel Manager)
- Stephen Rowe (Johnny Lyons)
- Julian Galivanes (Uni)
- Tracy Friedman (Driver)
- Patrick Noonan (Guard)
- Melissa B. Ward (Asst. Eleanor Rice)

### Épisode 8:Dans la gueule du loup
- États-Unis /  Canada : 13 novembre 2015 sur CBS / CTV
- Québec : 25 octobre 2016 sur Séries+
- France : 14 novembre 2017 sur W9

- États-Unis : 10,33 millions de téléspectateurs[21] (première diffusion)
- Canada : 1,666 million de téléspectateurs[22] (première diffusion + différé 7 jours)

- Abigail Hawk (Abigail Baker)
- Gregory Jbara (DCPI Garrett Moore)
- Robert Clohessy (Lt. Gormley)
- James Lesure (Alex McBride)
- A. J. Buckley (Sgt. William Mulvey)
- Louis Cancelmi (en) (Thomas Wilder)
- Candy Buckley (Shelly Wilder)
- Miriam A. Hyman (ME Emile Cooper)
- Kathryn Erbe (Sharon Bennett)
- Akim Black (Corey Fields)
- Gracie Beardsley (Young Girl)
- Juan Carlos Infante (Jose Gomez)
- Taylor Rose (Danielle Levine)
- Jillmarie Lawrence (Janice Peterson)
- Dalton Harrod (Mark)
- Kalyn West (Rachel)
- Patrick Dillon Curry (Student #1)
- Amanda Gardner (Student #2)
- Michael Drumgold (Student #3)
- Elijah Booth (Student #4)
- Dina Drew (Woman, Young Girl’s Mother)

### Épisode 9:À la croisée des chemins
- États-Unis /  Canada : 20 novembre 2015 sur CBS / CTV
- Québec : 1er novembre 2016 sur Séries+
- France : 21 novembre 2017 sur W9

- États-Unis : 11,01 millions de téléspectateurs[23] (première diffusion)
- Canada : 1,814 million de téléspectateurs[24] (première diffusion + différé 7 jours)

- Abigail Hawk (Abigail Baker)
- Gregory Jbara (DCPI Garrett Moore)
- Robert Clohessy (Lt. Gormley)
- James Lesure (Alex McBride)
- Diane Neal (ADA Kelly Blake)
- Steve Schirripa (Anthony Abetemarco)
- Andres Munar (Officer Manny Francisco)
- Coral Pena (Olivia Francisco)
- Jas Anderson (Rainey)
- J. Alphonse Nicholson (Schlenger)
- Pallavi Sastry (Cameron)
- Harry Sutton Jr. (Robert)
- Matt Wall (Warren)
- Jamie Rezanour (Angela)
- Ana Reeder (Louise Kendrick)
- Allie Woods (Willie)
- Denia Brache (Dolores)
- Ernie Sabella (Leon)
- Mike Hodge (en) (Elliot North)
- Dwayne Alistair Thomas (Angel Granderson)
- Paul Michael Valley (Richard Hart)
- Jerah Milligan (Ron Ward)

### Épisode 10:Les Combattants de la paix
- États-Unis /  Canada : 11 décembre 2015 sur CBS / CTV
- Québec : 8 novembre 2016 sur Séries+
- France : 21 novembre 2017 sur W9

- États-Unis : 9,95 millions de téléspectateurs[25] (première diffusion)
- Canada : 1,809 million de téléspectateurs[26] (première diffusion + différé 7 jours)

- Abigail Hawk (Abigail Baker)
- Gregory Jbara (DCPI Garrett Moore)
- Robert Clohessy (Lt. Gormley)
- Malik Yoba (Det. Darryl Reid)
- Sam Gilroy (David Gore)
- Andrew Hovelson (Chris Frye)
- Lilla Crawford (Lily Coleman)
- William Popp (Marcus Donovan)
- Joel de la Fuente (Edward Gomez)
- Philip Hernandez (Reuben Tavares)
- Steve Schirripa (Anthony Abetemarco)
- Brandhyze Stanley (Reporter)
- Olivia Wang (Rita)
- Isaiah Daniel Negrom (Tommy)

### Épisode 11:La Bonne époque
- États-Unis /  Canada : 8 janvier 2016 sur CBS / CTV
- Québec : 15 novembre 2016 sur Séries+
- France : 21 novembre 2017 sur W9

- États-Unis : 10,85 millions de téléspectateurs[27] (première diffusion)
- Canada : 1,878 million de téléspectateurs[28] (première diffusion + différé 7 jours)

- Abigail Hawk (Abigail Baker)
- Gregory Jbara (DCPI Garrett Moore)
- Robert Clohessy (Lt. Gormley)
- James Lesure (Alex McBride)
- Steve Schirripa (Anthony Abetemarco)
- Treat Williams (Lenny Ross)
- Joe Tapper (David Harris)
- Grainger Hines (Stanford Harris)
- Don Harvey (Det. Connelly)
- Gary Perez (Det. Dennis Rivera)
- Brian Anthony Wilson (Dino Mancini)
- Paul Calderon (Lt. Martin Perez)
- Angela Polite (Mother Jeffers)
- Emmy Harrington (Tech)
- Chantal Maurice (Uni)

### Épisode 12:La Malédiction
- États-Unis /  Canada : 15 janvier 2016 sur CBS / CTV
- Québec : 22 novembre 2016 sur Séries+
- France : 28 novembre 2017 sur W9

- États-Unis : 10,62 millions de téléspectateurs[29] (première diffusion)
- Canada : 1,846 million de téléspectateurs[30] (première diffusion + différé 7 jours)

- Abigail Hawk (Abigail Baker)
- Gregory Jbara (DCPI Garrett Moore)
- Robert Clohessy (Lt. Gormley)
- Nicholas Turturro (Sgt. Renzulli)
- Michael Maize (Derek Gibbs)
- America Olivo (Officer Jill Carpenter)
- Michael Badalucco (Ronnie Russo)
- Michael Lombardi (Sal Vinchetti)
- Perry Yung (Sung Lee)
- Regi Huc (Desk Sgt. Wakefield)
- Moogie Brooks (Kyle)
- Marty Lawson (Uniformed Officer # 1)
- Emanuele Ancorini (John, Jr.)
- Tim Devlin (Alphonso)

### Épisode 13:Le Retour d'Octavio Nuñez
- États-Unis /  Canada : 29 janvier 2016 sur CBS / CTV
- Québec : 29 novembre 2016 sur Séries+
- France : 28 novembre 2017 sur W9

- États-Unis : 11,56 millions de téléspectateurs[31] (première diffusion)
- Canada : 2,018 millions de téléspectateurs[32] (première diffusion + différé 7 jours)

- Abigail Hawk (Abigail Baker)
- Gregory Jbara (DCPI Garrett Moore)
- Robert Clohessy (Lt. Gormley)
- Michael O'Keefe (Lt. Tim Harrison)
- Tam Mutu (Sgt. Ray Langley)
- Louie Ski Carr (Octavio Nunez)
- Stephen Hill (Det. Ted Foster)
- Saundra Santiago (Carmen Baez)
- Liza Colón-Zayas (Ana Baez)
- Kris Eivers (Gunman)
- Vicki Eugenis (Mary)
- Salma Shaw (Female Cashier)
- Jose Leon (Officer Vargas)
- Shelley Juel Scott (Brenda Cropper)
- Nancy Wetzel (Jenny)
- Brenda Perez (Terri)
- Mauricio Ovalle (Neighborhood Resident #1)
- Jenny L. Saldana (Neighborhood Resident #2)
- Adam Lindo (Jose Nunez)
- Sammy Peralta (Juan Nunez)
- Adam S. Phillips (Antonio Nunez)

### Épisode 14:Passage aux aveux
- États-Unis /  Canada : 12 février 2016 sur CBS / CTV
- Québec : 5 décembre 2016 sur Séries+
- France : 28 novembre 2017 sur W9

- États-Unis : 10,92 millions de téléspectateurs[33] (première diffusion)
- Canada : 1,736 million de téléspectateurs[34] (première diffusion + différé 7 jours)

- Abigail Hawk (Abigail Baker)
- Gregory Jbara (DCPI Garrett Moore)
- Robert Clohessy (Lt. Gormley)
- Jack McGee (Father Quinn)
- Raquel Castro (Martina Fernandez)
- Jack DiFalco (Mason Reyes)
- Leo Minaya (Javier Fernandez)
- Timothy D. Stickney (ADA Edward Smith)
- Andy Powers (Officer Wallace)
- Gabrielle Flores (Adriana Ramos)
- Alejandra Rivera Flavia (Olivia Rodriguez)
- Ariana DeBose (Sophia Ortiz)
- Daniella De Jesus (Maria Flores)
- Quinn Vanantwerp (Robert Rattner)
- Deborah Offner (Judge McCarthy)
- Krista Flanigan (Melissa)
- Sea McHale (Kyle Miller)
- Harry Alderson (Joseph)
- Frank Spagnolo (Court Officer)
- Ari Butler (reporter)
- Joe Giorgio (Uniform)

### Épisode 15:Nouveau départ
- États-Unis /  Canada : 19 février 2016 sur CBS / CTV
- Québec : 13 décembre 2016 sur Séries+
- France : 5 décembre 2017 sur W9

- États-Unis : 10,74 millions de téléspectateurs[35] (première diffusion)
- Canada : 1,838 million de téléspectateurs[36] (première diffusion + différé 7 jours)

- Abigail Hawk (Abigail Baker)
- Gregory Jbara (DCPI Garrett Moore)
- Robert Clohessy (Lt. Gormley)
- Steve R. Schirippa (Anthony Abetemarco)
- David Ramsey (Mayor Poole)
- Kyle Paul (Officer Kenneth Nelson)
- Adriana Demeo (Laura Nelson)
- Scott Aiello (Officer Abrams)
- Leo Minaya (Javier Fernandez)
- Billy Smith (Sgt. Rutkowski)
- Liza Bennett (Mrs. Gibson)
- Daniel J. Watts (Adrian Cooke)
- Pallavi Sastry (Cameron)
- Elizabeth Loyacano (Tina Costello)
- Donal Brophy (Andrew)
- Jourdan Battiste (Kendrick Morrow)
- Jay Schmidt (Liquor Store Employee)
- Eboni Flowers (Mayor’s Aide)

### Épisode 16:Quand le verdict tombe
- États-Unis /  Canada : 26 février 2016 sur CBS / CTV
- Québec : 3 janvier 2017 sur Séries+
- France : 5 décembre 2017 sur W9

- États-Unis : 10,33 millions de téléspectateurs[37] (première diffusion)
- Canada : 1,665 million de téléspectateurs[38] (première diffusion + différé 7 jours)

- Abigail Hawk (Abigail Baker)
- Gregory Jbara (DCPI Garrett Moore)
- Robert Clohessy (Lt. Gormley)
- Whoopi Goldberg (Regina Thomas)
- Dakin Matthews (Judge Wilson)
- Erin Cummings (Lori D’Angelo)
- Joseph Lyle Taylor (Ronnie D’Angelo)
- Derek Roché (Paul Rossi)
- Chris Perfetti (ADA Elliot Pinsky)
- Delaney Williams (Bureau Chief Dennis Egan)
- Iliana Guibert (Councilwoman Hernandez)
- Rick Younger (Councilwoman Lewis)
- Jonas Cohen (Mitchell Greer)
- Kenya Brome (Defense Lawyer)
- Matthew C. Flynn (Bill Donnelly)
- Melanie Evans (Young DA)
- Byron Clohessy (Uniform)
- Anthony Grasso (Sergeant)
- ̈Benjamin Snyder (Matthew D'Angelo)

### Épisode 17:À la lettre
- États-Unis /  Canada : 11 mars 2016 sur CBS / CTV
- Québec : 10 janvier 2017 sur Séries+
- France : 5 décembre 2017 sur W9

- États-Unis : 9,83 millions de téléspectateurs[39] (première diffusion)
- Canada : 1,789 million de téléspectateurs[40] (première diffusion + différé 7 jours)

- Abigail Hawk (Abigail Baker)
- Gregory Jbara (DCPI Garrett Moore)
- Robert Clohessy (Lt. Gormley)
- Steven R. Schirripa (Anthony Abetemarco)
- Alex Kingston (Sloane Thompson)
- Michael Drayer (Marcus Beal)
- Andrew Dolan (Harold Kellen)
- Kevin Collins (Roger Thornton)
- Anthony De Sando (Joey Ruscoli)
- Danny Garcia (Officer Steve)
- John Scurti (Det. Harold Reed)
- Pallavi Sastry (Cameron, Erin’s Assistant)
- Catherine Wolf (Sophia Ruscoli)
- Michelle Federer (Erika Ramus)
- Christopher Akpobiyeri (Uniform)
- John Weigand (Waiter)
- Selena Nelson (Female Bank Clerk)
- Max Killough (Bank Robber # 1)
- Jonathan Melo (Bank Robber # 2)
- Vanessa Urzia (Erika’s Daughter)

### Épisode 18:Tête brûlée
- États-Unis /  Canada : 1er avril 2016 sur CBS / CTV
- Québec : 17 janvier 2017 sur Séries+
- France : 12 décembre 2017 sur W9

- États-Unis : 10,4 millions de téléspectateurs[41] (première diffusion)
- Canada : 1,772 million de téléspectateurs[42] (première diffusion + différé 7 jours)

- Abigail Hawk (Abigail Baker)
- Gregory Jbara (DCPI Garrett Moore)
- Robert Clohessy (Lt. Gormley)
- Steven R. Schirripa (Anthony Abetemarco)
- Michael Nouri (Nick Constantine)
- Bonnie Root (Kathy Elliot)
- Michael Godere (Stavros Constantine)
- Kecia Lewis (Sandi Harper)
- Jacob Greene (David Harper III)
- Jonathan Walker (Jeffrey Durning)
- Audrie Neenan (Imelda, Landlady)
- Alex Sgambati (Mindy Gummerman)
- Vince Gatton (Engineer, Podcast)
- Lauren Messina (Producer, Podcast)
- Jade Yorker (Tyrell Dawes)

### Épisode 19:L'Appât
- États-Unis /  Canada : 8 avril 2016 sur CBS / CTV
- Québec : 24 janvier 2017 sur Séries+
- France : 12 décembre 2017 sur W9

- États-Unis : 10,35 millions de téléspectateurs[43] (première diffusion)
- Canada : 1,719 million de téléspectateurs[44] (première diffusion + différé 7 jours)

- Abigail Hawk (Abigail Baker)
- Gregory Jbara (DCPI Garrett Moore)
- Robert Clohessy (Lt. Gormley)
- Johnathon Schaech (Det. Jimmy Mosley)
- Warren Kole (Thomas Sculley)
- Paulina Singer (Maribel Rivas)
- Jackie Cruz (Rosa Alvarez)
- Hampton Fluker (Sean Young)
- James Madio (Dom)
- Dan Butler (SBS Pres. Randy Grant)
- Mariah Strongin (Audra Kinney)
- Chandra Thomas (Denise Brown)
- Lyric Hurd (Joy Brown)
- John Pirkis (Nicholas Walker)
- Bradley W. Anderson (Det. Steve Driscoll)
- Christopher Chan (Doctor)
- Alex Corrado (Rogers)
- Lara Wolf (Female Cop)

### Épisode 20:Obsession
- États-Unis /  Canada : 15 avril 2016 sur CBS / CTV
- Québec : 31 janvier 2017 sur Séries+
- France : 19 décembre 2017 sur W9

- États-Unis : 10,41 millions de téléspectateurs[45] (première diffusion)
- Canada : 1,804 million de téléspectateurs[46] (première diffusion + différé 7 jours)

- Abigail Hawk (Abigail Baker)
- Gregory Jbara (DCPI Garrett Moore)
- Robert Clohessy (Lt. Gormley)
- Steven R. Schirripa (Anthony Abetemarco)
- Louis Cancelmi (en) (Thomas Wilder)
- Michael Beach (Agent Adam Schaeffer)
- Derek Klena (Cormac Phillips)
- Charles Mesure (Liam Farrelly)
- Alex Carter (AIC Alexander Clune)
- Miriam A. Hyman (M.E. Emile Cooper)
- Hollis McCarthy (Mary Sullivan)
- Cullen Johnson (Farrelly's Father)
- Christopher M. Elassad (Uniform)
- Brandhyze Stanley (Grace Michaels)
- Francesca Luisa Reale (Gabriella Morretti)
- Stan Demidoff (John Kamping)

### Épisode 21:Coups de poker
- États-Unis /  Canada : 29 avril 2016 sur CBS / CTV
- Québec : 7 février 2017 sur Séries+
- France : 19 décembre 2017 sur W9

- États-Unis : 10,13 millions de téléspectateurs[47] (première diffusion)
- Canada : 1,633 million de téléspectateurs[48] (première diffusion + différé 7 jours)

- Abigail Hawk (Abigail Baker)
- Gregory Jbara (DCPI Garrett Moore)
- Robert Clohessy (Lt. Gormley)
- Steve Schirripa (Anthony Abetemarco)
- Patch Darragh (Joe Kaplan)
- Stephen Rowe (PBA President Johnny Lyons)
- Brandon Gill (Willis Stratton)
- Philip Reid (Dontrell Tariq)
- Julee Cerda (Defense Attorney)
- Pamela Dunlap (Judge Dolan)
- Hassan Johnson (Morgan Rutherford)
- Petronia Paley (Josephine Stratton)
- Nathaniel Stampley (ESU)
- Erika Woods (Nurse)
- Matt Dellapina (Doctor)
- Emily Coffin (Mrs. Kaplan)

### Épisode 22:Fidèles au poste
- États-Unis /  Canada : 6 mai 2016 sur CBS[49] / CTV
- Québec : 14 février 2017 sur Séries+

- États-Unis : 10,1 millions de téléspectateurs[50] (première diffusion)
- Canada : 1,74 million de téléspectateurs[51] (première diffusion + différé 7 jours)

- Abigail Hawk (Abigail Baker)
- Gregory Jbara (DCPI Garrett Moore)
- Robert Clohessy (Lt. Gormley)
- David Ramsey (Mayor Poole)
- Christina Vidal (ADA Marta Avila)
- Justin Grace (Officer Mark Hayes)
- Delaney Williams (Bureau Chief Egan)
- Carter Redwood (Officer Eric Russell)
- Stefanie Fantauzzi (Gabby Castillo)
- Sydney James Harcourt (Miguel Santana)
- Manny Urena (Diego Perez)
- Gilbert Cruz (Hector Castillo)
- Jasmine Rush (Uniform, at building)
- Filipe Valle Costa (Hayes' partner)
- Johnny Sanchez (en) (Dominican man at shooting)
- Famecia Ward (Lady at shooting)
- Joe Avellar (Reporter # 1)
- Kelly Miller (Reporter # 2)
- Gameela Wright (Reporter # 3)
- Pollyanna Urena (Dominican Girl # 1)
- Natalie Kaye Clater (Dominican Girl # 2)
- Pat Labez (Reporter on TV)